# Voldemārs Vītols
Voldemārs Vītols (ur. 27 stycznia 1911 w Rydze, zm. 24 lutego 1980 w Strenči) – łotewski lekkoatleta, długodystansowiec, olimpijczyk.

## Życiorys
W 1930 wstąpił do wojska. Służył w stopniu  kaprala w pułku pociągów pancernych.
Zajął 10. miejsce w biegu na 5000 metrów na mistrzostwach Europy w 1934 w Turynie. Na igrzyskach olimpijskich w 1936 w Berlinie awansował do finału biegu na 3000 metrów z przeszkodami, w którym zajął 7. miejsce.
Był mistrzem Łotwy w biegu na 1500 metrów w latach 1933–1935 i 1937, w biegu na 5000 metrów w 1934, 1935, 1937, 1938 i 1942, w biegu na 10 000 metrów w 1938 i 1943, w biegu na 3000 metrów z przeszkodami w 1936 i 1943, w sztafecie 4 × 1500 metrów w 1942, w sztafecie szwedzkiej w 1933 i 1934 oraz w biegu przełajowym w 1934, 1938 i 1940.
18 razy poprawiał rekordy Łotwy na dystansach od 1000 metrów do 10 000 metrów.
Podczas II wojny światowej służył w Legionie Łotewskim SS. W 1945 został aresztowany i zesłany na Syberię. W 1957 wrócił na Łotwę, zamieszkał w Strenči, gdzie pracował na budowie. Zmarł w Strenči.
Rekordy życiowe:
- bieg na 800 metrów – 1:59,3 (1937)
- bieg na 1000 metrów – 2:33,4
- bieg na 1000 metrów – 3:59,6 (1938)
- bieg na 3000 metrów – 8:56,0
- bieg na 5000 metrów – 14,54,9 (15 lipca 1937, Helsinki)
- bieg na 10 000 metrów – 31:52,7 (1938)
- bieg na 3000 metrów z przeszkodami – 9:18,8 (8 sierpnia 1936, Berlin)